# Жусалы
Жусалы (каз. Жосалы) — упразднённое село в Мендыкаринском районе Костанайской области Казахстана. Входило в состав Каменскуральского сельского округа. Код КАТО — 395645400. Ликвидировано в 2016 году.

## Население
В 1999 году население села составляло 155 человек (81 мужчина и 74 женщины). По данным переписи 2009 года, в селе проживало 97 человек (53 мужчины и 44 женщины).